# Manfred Horch
Manfred Horch (* 2. Januar 1948 in Bredstedt; † 27. Oktober 2009 in Stade) war ein deutscher lutherischer Theologe und Geistlicher. Von 2001 bis 2009 war Horch Landessuperintendent für den Sprengel Stade der Evangelisch-lutherischen Landeskirche Hannovers.

## Leben

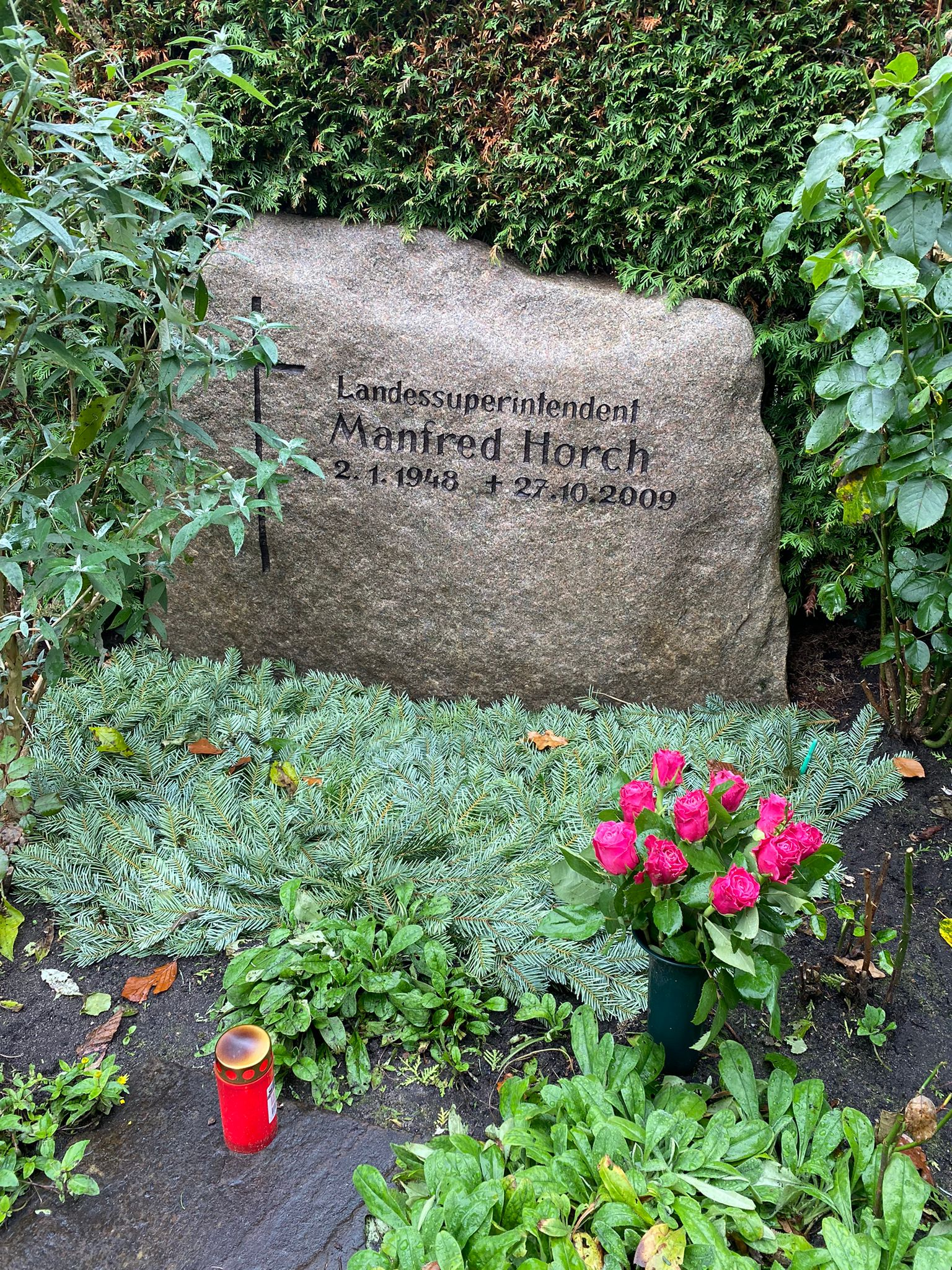
Grabstätte auf dem Horstfriedhof in Stade

Manfred Horch machte zunächst eine Ausbildung zum Zahntechniker. Von 1969 bis 1971 besuchte er die Kollegstufe der Theologischen Akademie in Hermannsburg/Celle und begann dort 1971 ein Studium der Theologie. Von 1976 bis 1985 wirkte er als Gemeindepastor in Fredenbeck. 1985 wurde Horch Pastor der Studentengemeinde in Hannover und 1990 Superintendent im Kirchenkreis Norden. 2001 wurde Manfred Horch zum Landessuperintendenten für den Sprengel Stade ernannt und übte dieses Amt bis zu seinem frühen Tod im Oktober 2009 aus. Manfred Horch war Geborenes Mitglied im Bischofsrat der Landeskirche und u. a. Vorsitzender der Deutschen Seemannsmission Hannover e.V und Vorstandsvorsitzender des Evangelischen Hospitals Lilienthal e.V.
Manfred Horch wurde auf dem Horstfriedhof in Stade beigesetzt. 